# ایندیان پاین (آریزونا)
ایندیان پاین (به انگلیسی: Indian Pine) یک منطقهٔ مسکونی در ایالات متحده آمریکا است که در آریزونا واقع شده‌است. ایندیان پاین ۲٬۱۸۷ متر بالاتر از سطح دریا واقع شده‌است.